# بیلی پاستویت
ویلیام جان پاستویت (زادهٔ ۱۹۸۹) یک هنرپیشه انگلیسی است.
او پسر بازیگر پیت پاستویت است  و در شراپ‌شر بزرگ شد.  او آموزش بازیگری را در آکادمی موسیقی و هنرهای نمایشی لندن در سال ۲۰۰۸ آغاز کرد و در سال ۲۰۱۱ فارغ التحصیل شد  در همان سال، او اولین حضور خود را در نقش گریگوری در نمایشنامه جان هاج در نقش «همکاران» روی صحنه برد. 
در سال ۲۰۱۷، پاستویت در قسمت بازی تاج‌و‌تخت " دراگون‌استون " در کنار خواننده اد شیرن در صحنه‌ای ظاهر شد که با واکنش منتقدان و طرفداران برای فیلم کوتاه شیرن مواجه شد.  در سال ۲۰۱۸، او در مهاجم مقبره که اقتباسی سینمایی از فرنچایز بازی‌های ویدیویی است، ایفای نقش کرد.  او در نقش بوریس استولیارچوک در مینی سریال اچ‌بی‌او چرنوبیل  بازی کرد و نقش کوچکی در درام جنگی سم مندس در سال ۱۹۱۷ داشت.  در سال ۲۰۲۱ پاستویت برای فصل دوم به گروه بازیگران پیشینیان پیوست. 
این بازیگر علاوه بر نقش لیساندر در رویای شب نیمه تابستان برای تئاتر واترمیل ، نقش اصلی فیلم مکبث را بر عهده گرفت.  بازی او در نقش مکبث توسط جودی هرمان که برای WhatsOnStage.com می‌نویسد، نقدهای مثبتی دریافت کرد.  مکبث قبلاً توسط پدر پاستویت در سال ۱۹۹۷  به تصویر کشیده شده بود.
پاستویت بعداً در پادشاه زمستان ظاهر خواهد شد که قرار است در اوت ۲۰۲۳ برای اولین بار ظاهر شود 

## فیلم شناسی

### فیلم
| سال  | عنوان       | نقش          | یاداشت |
| ---- | ----------- | ------------ | ------ |
| ۲۰۱۵ | مهار        | ایدن         |        |
| ۲۰۱۸ | مهاجم مقبره | بیل          |        |
| ۲۰۱۹ | ۱۹۱۷        | پی‌سی‌او هاروی |        |

### تلویزیون
| سال       | عنوان                        | نقش                 | یادداشت                     |
| --------- | ---------------------------- | ------------------- | --------------------------- |
| 2013      | The Suspicions of Mr Whicher | Stephen Gann        | 1 episode                   |
| 2014      | آدمکشان میدسامر              | Noah Evans          | 1 episode                   |
| 2015      | بازرس فویل                   | Nicholas Greenfield | 1 episode                   |
| 2017      | بازی تاج‌وتخت                 | Lannister Soldier   | 1 episode                   |
| 2017–2018 | شهر هالبی                    | Fredrick Johansson  | Recurring role, 11 episodes |
| 2019      | پدر براون                    | Edmund Noon         | 1 episode                   |
| 2019      | چرنوبیل                      | بوریس استولیارچوک   | Miniseries, 2 episodes      |
| 2021      | کبیر                         | The Sultan          | 1 episode                   |
| 2021      | پیشینیان                     | Isaac               | 4 episodes                  |
| 2023      | سیلو                         | Hank                | Recurring role, 4 episodes  |
| 2023      | پادشاه زمستان                | Cadwys              | Upcoming series             |